# Takeshi Nakashima
Takeshi Nakashima (jap. 中島 豪, Nakashima Takeshi; * 15. Januar 1976 in der Präfektur Nagasaki) ist ein ehemaliger japanischer Fußballspieler.

## Karriere
Nakashima erlernte das Fußballspielen in der Schulmannschaft der Kunimi High School und der Universitätsmannschaft der Waseda-Universität. Seinen ersten Vertrag unterschrieb er 1994 bei den Urawa Red Diamonds. Der Verein spielte in der höchsten Liga des Landes, der J1 League. Für den Verein absolvierte er 19 Erstligaspiele. 1997 wechselte er zum Ligakonkurrenten Avispa Fukuoka. Ende 1997 beendete er seine Karriere als Fußballspieler.